# Montemezzo
Montemezzo är en ort och kommun i provinsen Como i regionen Lombardiet i Italien. Kommunen hade 224 invånare (2018).